# Olivia Benson (mèo)
Olivia Benson là một con mèo giống tai cụp thuộc sở hữu của ca sĩ kiêm nhạc sĩ người Mỹ Taylor Swift. Chú mèo được nhận nuôi vào tháng 6 năm 2014 và có tên được đặt theo tên nhân vật trong bộ phim Law & Order. Kể từ khi được nhận nuôi, Olivia đã xuất hiện trong các video âm nhạc của Swift, bao gồm "Blank Space" (2014), "Me!" (2019) và "Karma" (2023), đồng thời xuất hiện trong phim tài liệu Miss Americana (2020).
Olivia đã nhận vai chính trong các quảng cáo thương hiệu của Keds, Diet Coke, AT&T và DirecTV, chú mèo cũng là biểu tượng của Taylor Swift Productions, công ty truyền thông quản lý hình ảnh nội bộ của Swift. Thường xuyên được Swift cho xuất hiện trong các bài đăng trên Instagram, Olivia đã góp phần làm tăng sự phổ biến của giống mèo tai cụp trong công chúng. Vào năm 2017, Hiệp hội Thú y Anh đã kêu gọi cấm giống mèo này, với lý do nhận thấy bệnh đặc trưng osteochondrodysplasia của giống mèo này gây hại cho sức khỏe của mèo. Comparethemarket.com ước tính giá trị tài sản ròng của Olivia là 97 triệu đô la Mỹ vào năm 2018, khiến cô trở thành chú mèo giàu thứ hai trên thế giới, sau chú mèo Grumpy đã qua đời. Một vài phim điện ảnh như Deadpool 2 (2018) và Argylle: Siêu điệp viên (2024) có đề cập đến Olivia.

## Trong văn hóa đại chúng
- Năm 2014, Swift xuất hiện trên The Graham Norton Show cùng diễn viên hài người Anh John Cleese và cầu thủ cricket Kevin Pietersen; Cleese gọi Olivia là "con mèo kỳ lạ nhất mà tôi từng thấy trong đời".[1][2]
- Năm 2015, Swift đã chia sẻ một video cho thấy Olivia tương tác với nữ diễn viên người Mỹ Mariska Hargitay, người đóng vai nhân vật cùng tên trong Law & Order.[3]
- Olivia là biểu tượng của công ty sản xuất hình ảnh nội bộ của Swift, Taylor Swift Productions.[4]
- Trong một cảnh trong bộ phim siêu anh hùng năm 2018 Deadpool 2, nhân vật chính Wade Wilson được nhìn thấy mặc một chiếc áo phông có hình ảnh của Olivia và Meredith.[5]
- Olivia đã ảnh hưởng đến một số khía cạnh của bộ phim gián điệp Argylle: Siêu điệp viên (2024) do Matthew Vaugh đạo diễn; một trong những áp phích chính thức của bộ phim được lấy cảm hứng từ cảnh quay Olivia trong một chiếc lồng đựng mèo trong phim Miss Americana.[6][7]

## Giải thưởng
| Giải thưởng                                | Năm  | Đề cử cho                      | Hạng mục                       | Kết quả   | Nguồn  |
| ------------------------------------------ | ---- | ------------------------------ | ------------------------------ | --------- | ------ |
| Nickelodeon Australian Kids' Choice Awards | 2015 | Meredith Grey và Olivia Benson | Aussie/Kiwi's Favourite Animal | Đề cử     | [ 8 ]  |
| Nickelodeon UK Kids' Choice Awards         | 2016 | Olivia Benson                  | UK Favourite Famous Cat        | Đề cử     | [ 9 ]  |
| iHeartRadio Music Awards                   | 2018 | Olivia Benson                  | Cutest Musician's Pet          | Đề cử     | [ 10 ] |
| MTV Millennial Awards Brazil               | 2018 | Olivia Benson                  | Pet of the Year                | Đề cử     | [ 11 ] |
| MTV Millennial Awards Brazil               | 2019 | Olivia Benson                  | Pet of the Year                | Đề cử     | [ 12 ] |
| Nickelodeon Kids' Choice Awards            | 2023 | Olivia Benson                  | Favorite Pet                   | Đoạt giải | [ 13 ] |